# Andersonville (Georgia)
Andersonville es un pueblo ubicado en el condado de Sumter en el estado estadounidense de Georgia. En el censo de 2000, su población era de 331.

## Demografía
En el 2000 la renta per cápita promedia del hogar era de $29,107, y el ingreso promedio para una familia era de $30,972. El ingreso per cápita para la localidad era de $15,168. Los hombres tenían un ingreso per cápita de $26,591 contra $20,000 para las mujeres.

## Geografía
Andersonville se encuentra ubicado en las coordenadas 32°11′49″N 84°8′30″O / 32.19694, -84.14167 (32.197008, −84.141701).
Según la Oficina del Censo, la localidad tiene un área total de 3,4 km² (1,3 mi²), de la cual 3,4 km² (1,3 mi²) es tierra y 0 km² (0 mi²) (0.0%) es agua.

## Historia
Fue la sede de una prisión militar confederada entre 1864 y 1865, durante la guerra civil estadounidense.
Esta cárcel tenía mala fama por sus terribles condiciones, dando solamente resguardo provisional a los prisioneros de la Unión, de los cuales, más de un cuarto del total murieron. El Sitio Histórico Nacional de Andersonville, el cual aloja el emplazamiento de la penitenciaría, alberga las tumbas de 12,912 reclusos de la Unión que perecieron ahí.
En 1865 el capitán Henry Wirz, encargado del reclusorio, fue sometido a juicio por un tribunal militar y colgado en castigo por los hechos ocurridos allí.